# Kertész Péter (pap)
Kertész Péter (Székesfehérvár, 1953. október 28.– ) római katolikus pap, pápai káplán, kanonok, esperes, püspöki tanácsos.

## Élete
Teológiai tanulmányai után 1977. június 24-én szentelték pappá, a szülővárosában. Papi pályáját még abban az évben Solymáron kezdte, ahol négy éven át, 1981-ig volt káplán. Ezt követően a Székesfehérvár–Belváros plébániára került, ahol három évet töltött, 1981 és 1984 között, majd püspöki titkár és szertartó (1984-1995), egyben a püspöki székház gondnoka lett; utóbbi tisztségét 1984-től egészen 2003-ig töltötte be. Közben volt kisegítő Székesfehérvár–Belváros plébánián 1984 és 1991 között, majd egy éven át ideiglenes adminisztrátor ugyanott. 
1992-ben székházi gondnoki feladatköre mellett iskolafelügyelő és püspöki biztos lett, ezekben a tisztségeiben is 2003-ig szolgált. Irodaigazgató volt 1994 és 1999 között (az első egy évben megbízottként), templomigazgató a Székesfehérvár–Szent Imre plébánián 1995 és 2003 között, mindezeken felül az egyházmegye gazdasági igazgatója és vagyonőre is 1999-től 2003-ig, valamint kommunikációs koordinátor a 2000-es évben. 
2003-ban a püspöke ismét Solymárra helyezte át, plébánosi minőségben – itt 2010-től ő lett Pilisszentiván plébánosa is –, majd Csepel–Belváros plébániájára került, 2014. július 15-étől; ottani funkciói mellett 2017 óta ellátja Csepel–Királyerdő plébániáját és ideiglenesen Ráckevét is.
Egyházi tisztségei: szentszéki jegyző 1983-1999 között, püspöki tanácsos 1986-tól, pápai káplán 1991-től; főesperes 1997-2004 között, kanonok 1997-től és esperes 2015-től.

## Társadalmi szerepvállalása
1998 óta tagja a Honvédség és Társadalom Baráti Körnek, azóta folyamatosan segítve a kör munkáját és a honvédelem ügyét. Tevékenységének elismerésére a honvédelmi miniszter 2013-ban a Honvédelemért Kitüntető Cím I. fokozatát adományozta számára, az elismerést Vargha Tamás parlamenti államtitkár adta át 2013. november 3-án, a solymári katolikus templomban.
2017 óta felügyelőbizottsági tagja az Ecclesia Szövetkezetnek is.